# 易筋経
易筋経（えききんきょう）は、達磨によってインドからもたらされたと伝えられる健康法。ゆっくりとした腹式呼吸による深呼吸と、それに合わせて行う発声と簡単な運動によって、内臓を鍛え、体調をより良く作り上げる効能があると主張されている。
後に、少林寺の僧侶が健身のために武術を修練して質を高め、最終的に武術の鍛錬方法として到達し、清代には、易筋経を手に入れるため、武術の各流派は互いに戦って殺しあったとする説もある。
また健康方法としての効能として、筋力の増強、内臓の強化、心肺機能の強化、神経系統の安定、姿勢が良くなる、血流がスムーズに、集中力が高まる、運動競技力の向上、などを挙げる者もいる。